# 关键路径

PERT（项目评估和检查技术）项目中，5个里程碑（10到50个）和六项活动（A到F）。项目有两个关键路径：活动B和C，或者A, D和F –在快速跟踪情况下，项目最短时间为7个月。活动E是次重要的，有1个月的浮动时间。

关键路径法（Critical Path Method，CPM），又稱為要徑法，是计划项目活动中用到的一种算术方法。對於有效的計劃管理而言，關鍵路徑是一個十分重要的工具。與計畫評核術（Program Evaluation and Review Technique，PERT）非常類似。要徑法所使用的估計作業時間是單一或確定的，而計畫評核術則是使用機率性的估計作業時間。這兩種技術經常混合使用，簡稱CPM/PERT。

## 历史
关键路径法（CPM）是一种项目模型技术，在1950年代由杜邦的Morgan R. Walker和James E. Kelley提出。1989年，Kelley和Walker回忆了他们与开发CPM相关的记忆。Kelley为計畫評核術的开发人员提供了当时由博思艾伦汉密尔顿控股公司和美国海军联合开发的“关键路径”技术。关键路径法最早由杜邦公司在1940到1943年间实行，直接导致了曼哈顿计划的成功。
CPM可用于各类项目，包括建筑、空间和军事、软件开发、研究项目、产品研发、工程、工厂维护等等。任何具有独立活动的项目都可采用数学分析。尽管原始的CPM项目不再应用，但这个术语可用于任何分析项目网络逻辑图的方法。

## 基本技术
使用CPM的基本技术 是建设一个包括以下方面的项目：
1. 列出完成项目的所有活动（一般通过工作分解图）,
2. 每个活动完成需要的时间
3. 项目之间的依赖性

## 更多阅读
- Project Management Institute.  3rd. Project Management Institute. 2003. ISBN 1-930699-45-X.
- Klastorin, Ted.  3rd. Wiley. 2003. ISBN 978-0-471-41384-4.
- Heerkens, Gary. . McGraw–Hill. 2001. ISBN 0-07-137952-5.
- Kerzner, Harold.  8th. 2003. ISBN 0-471-22577-0.
- Lewis, James.  2nd. American Management Association. 2002. ISBN 0-8144-7132-3.
- Milosevic, Dragan Z. . Wiley. 2003. ISBN 978-0-471-20822-8.
- O'Brien, James J.; Plotnick, Fredric L. . McGraw Hill. 2010. ISBN 978-0-07-163664-3.
- Woolf, Murray B. . McGraw Hill. 2007. ISBN 978-0-07-148660-6.